# Şifanur Gül
Şifanur Gül (Ankara, 26 novembre 1997) è un'attrice turca.

## Biografia
Nata nel 1997, Şifanur Gül all'età di diciotto anni ha iniziato a studiare recitazione per poi completare la sua formazione presso il dipartimento teatrale DTCF dell'Università di Ankara. Nel 2019 e nel 2020 ha fatto la sua prima apparizione sul piccolo schermo con il ruolo di Eylül nella serie televisiva Sevdim Seni Bir Kere. Nel 2020 ha fatto parte del cast della serie Uyanış: Büyük Selçuklu, nel ruolo di Gülperi Hatun. Ad essa, nel 2021, sono seguiti ruolo nelle serie Benim Adım Melek (nei panni di İkra Ayşe Meriç), Cam Tavanlar (nei panni di Suna) e Kırmızı Oda (nei panni di Genç Firuzan).
Nel 2022 e nel 2023 ha interpretato il ruolo di Yonca Sıdalı nella serie Hayatımın Şansı, seguita dal 2022 al 2024 dal ruolo di Güliz Tümer nella serie Ambizione (Kuş Uçuşu). Nel 2023 ha ricoperto il ruolo di Zeynep Özcan nella serie Altın Kafes, quello Esvet / Firuze nella serie Il sarto (Terzi), quello di Feride nella serie Akif e quello di Asiye nella serie Yaratilan - La creatura (Yaratılan). Nello stesso anno ha preso parte al programma televisivo in onda su TV8 O Ses Türkiye Yılbaşı Özel. Nel 2024 ha fatto il suo debutto al cinema con il ruolo di Nükhet nel film Bir Cumhuriyet Şarkısı diretto da Yağız Alp Akaydın e recitato nella serie Ölüm Kime Yakışır.

## Filmografia

### Cinema
- Bir Cumhuriyet Şarkısı, regia di Yağız Alp Akaydın (2024)

### Televisione
- Sevdim Seni Bir Kere – serie TV, 30 episodi (Star TV, 2019-2020)
- Uyanış: Büyük Selçuklu – serie TV, 9 episodi (TRT 1, 2020)
- Benim Adım Melek – serie TV, 16 episodi (TRT 1, 2021)
- Cam Tavanlar – serie TV, 8 episodi (Show TV, 2021)
- Kırmızı Oda – serie TV, 8 episodi (TV8, 2021)
- Hayatımın Şansı – serie TV, 9 episodi (Fox, 2022-2023)
- Ambizione (Kuş Uçuşu) – serie TV, 18 episodi (Netflix, 2022-2024)
- Altın Kafes – serie TV, 5 episodi (ATV, 2023)
- Il sarto (Terzi) – serie TV, 23 episodi (Netflix, 2023)
- Akif – serie TV, 13 episodi (tabii, 2023)
- Yaratilan - La creatura (Yaratılan) – serie TV, 8 episodi (Netflix, 2023)
- Ölüm Kime Yakışır – serie TV (Turkcell TV+, 2024)

## Programmi televisivi
- O Ses Türkiye Yılbaşı Özel (TV8, 2023) - guest star

## Doppiatrici italiane
Nelle versioni in italiano dei suoi film e delle sue serie TV, Şifanur Gül è stata doppiata da:
- Elena Mancuso[24] ne Il sarto[25]
- Giulia Franceschetti[26] in Yaratilan - La creatura[27]

## Riconoscimenti
- Premio GQ Turchia
  - 2023: Vincitrice come Attrice emergente dell'anno[28]